# Губернатор Северной Нигерии
Верховный комиссар или губернатор Северной Нигерии, первоначально Верховный комиссар протектората Северной Нигерии, после 1914 года вице-губернатор, главный комиссар или генерал-губернатор северных провинций Нигерии, был фактически вице-королем Северной Нигерии, осуществляющим британский сюзеренитет в качестве представителя короны. Должность Верховного комиссара была впервые учреждена 1 января 1897 года грамотой королевы Виктории, а после ухода британцев в 1960 году она просуществовала до 1967 года в качестве представителя новой администрации в Лагосе. С 27 мая 1967 года Северная Нигерия была разделена на Северо-Восточный штат, Северо-Западный штат, штат Кано, штат Кадуна, штат Квара и штат Бенуэ-Плато, каждый со своим губернатором.

## Губернаторы
| № | Фото | Имя                 | Годы правления                  | Титул |
| - | ---- | ------------------- | ------------------------------- | --- |
| 1 |      | Лугард, Фредерик    | 1900 – 1906                     | Верховный комиссар Северной Нигерии                                                                                           |
| 2 |      | Жируар, Перси       | 1907 – 1909                     | Верховный комиссар Северной Нигерии                                                                                           |
| 3 |      | Хескет, Генри       | 1909 – 1911                     | Верховный комиссар Северной Нигерии                                                                                           |
|   |      | Линдсей, Чарльс     | 1911 – 1912                     | Верховный комиссар Северной Нигерии                                                                                           |
|   |      | Лугард, Фредерик    | 1912 – 1914                     | Вице-губернатор Северной Нигерии                                                                                              |
|   |      | Линдсей, Чарльз     | 1914 – 1917                     | Вице-губернатор |
|   |      | Голдсмит, Герберт   | 1917 – 1921                     | Вице-губернатор |
|   |      | Уильям, Гауэрс      | 1921 – 1925                     | Вице-губернатор |
|   |      | Палмер, Герберт     | 1925 – 1930                     | Вице-губернатор |
|   |      | Уилсон, Сирил       | 1930 – 1932                     | Главный комиссар |
|   |      | Синклер, Джордж     | 1932 – 1936                     | Главный комиссар |
|   |      | Адамс, Теодор       | 1936 – 1946                     | Главный комиссар |
|   |      | Паттерсон, Джордж   | 1943 – 1947                     | Главный комиссар |
|   |      | Томстоун, Эрик      | 1947 – 1951                     | Главный комиссар |
|   |      | Томстоун, Эрик      | 1951 – 1952                     | Вице-губернатор |
|   |      | Томстоун, Эрик      | 1952 – 1953                     | Генерал-губернатор Северной Нигерии                                                                                           |
|   |      | Шарвуд-Смит, Брайан | 1 октября 1954 – 2 Декабря 1957 | Генерал-губернатор Северной Нигерии                                                                                           |
|   |      | Мухаммад Сануси I   | 1957 – 1957                     | Исполняющий обязанности генерал-губернатора Северной Нигерии в течение шести месяцев во время правления Гавейна Уэстрея Белла |
|   |      | Белл, Гавейн        | 2 декабря 1957 – 1962           | Генерал-губернатор Северной Нигерии                                                                                           |
|   |      | Ибрагим, Кашим      | 1962 – 16 января 1966           | Губернатор |
|   |      | Катина, Хасман      | 16 января 1966 – 27 мая 1967    | Глава армии |